# NGC 999
NGC 999 ist eine Balken-Spiralgalaxie vom Hubble-Typ SBa im Sternbild Andromeda am Nordsternhimmel. Sie ist schätzungsweise 202 Millionen Lichtjahre von der Milchstraße entfernt und hat einen Durchmesser von etwa 65.000 Lichtjahren. Gemeinsam mit NGC 996 bildet sie ein wahrscheinlich gebundenes Galaxienpaar. Vom Sonnensystem aus entfernt sich die Galaxie mit einer errechneten Radialgeschwindigkeit von näherungsweise 4.400 Kilometern pro Sekunde.
Das Objekt am 8. Dezember 1871 vom französischen Astronomen Édouard Stephan entdeckt.

## Galaktisches Umfeld
| Nr. | Galaxie                 | Alternativname            | Rek          | Dek           | Distanz/asec |
| --- | ----------------------- | ------------------------- | ------------ | ------------- | ------------ |
|     | NGC 999                 | PGC 10026                 | 02h38m47.4s  | +41d40m14s    | 0            |
| 1   | NGC 996                 | PGC 10015                 | 02h38m39.87s | +41d38m51.1s  | 118.56       |
| 2   | 2MASX J02384262+4136182 | WISEA J023842.63+413618.0 | 02h38m42.62s | +41d36m18.2s  | 241.78       |
| 3   | NGC 1001                | PGC 10050                 | 02h39m12.6s  | +41d40m18s    | 282.46       |
| 4   | LEDA/PGC 2183543        | 2MASX J02385029+4135332   | 02h38m50.27s | +41d35m33.3s  | 282.47       |
| 5   | LEDA/PGC 2183585        | [WGB2006] 023518+41200_e  | 02h38m31.82s | +41d35m40.1s  | 324.97       |
| 6   | LEDA/PGC 2185039        | 2MASX J02392843+4140491   | 02h39m28.45s | +41d40m49.1s  | 461.12       |
| 7   | LEDA/PGC 2182555        | 2MASX J02384770+4131542   | 02h38m47.73s | +41d31m54.4s  | 499.08       |
| 8   | NGC 995                 | PGC 10008                 | 02h38m32.0s  | +41d31m45s    | 536.90       |
| 9   | LEDA/PGC 9983           | UGC 2111                  | 02h38m05.52s | +41d47m22.4s  | 636.10       |
| 10  | LEDA/PGC 2184614        | 2MASX J02394554+4139184   | 02h39m45.55s | +41d39m18.2s  | 653.85       |
| 11  | LEDA/PGC 2188118        | 2MASX J02384568+4151382   | 02h38m45.67s | +41d51m38.3s  | 684.61       |
| 12  | NGC 1000                | PGC 10028                 | 02h38m49.743 | +41d27m34.86s | 759.26       |
| 13  | NGC 1005                | PGC 10062                 | 02h39m29.2s  | +41d29m20s    | 781.16       |
| 14  | LEDA/PGC 2187707        | 2MASX J02394516+4150124   | 02h39m45.20s | +41d50m12.8s  | 880.58       |
| 15  | LEDA/PGC 2181882        | 2MASX J02375267+4129192   | 02h37m52.65s | +41d29m19.3s  | 898.64       |